# Clara Porchetto
Clara Porchetto (Savona, 29 de diciembre de 1978) es una deportista italiana que compitió en natación sincronizada. Ganó dos medallas en el Campeonato Europeo de Natación, bronce en 1997 y plata en 2000.

## Palmarés internacional
| Campeonato Europeo | Campeonato Europeo   | Campeonato Europeo | Campeonato Europeo |
| Año                | Lugar                | Medalla            | Prueba             |
| ------------------ | -------------------- | ------------------ | ------------------ |
| 1997               | Sevilla (España)     | Medalla de bronce  | Equipo             |
| 2000               | Helsinki (Finlandia) | Medalla de plata   | Equipo             |